# Heiko Schramm

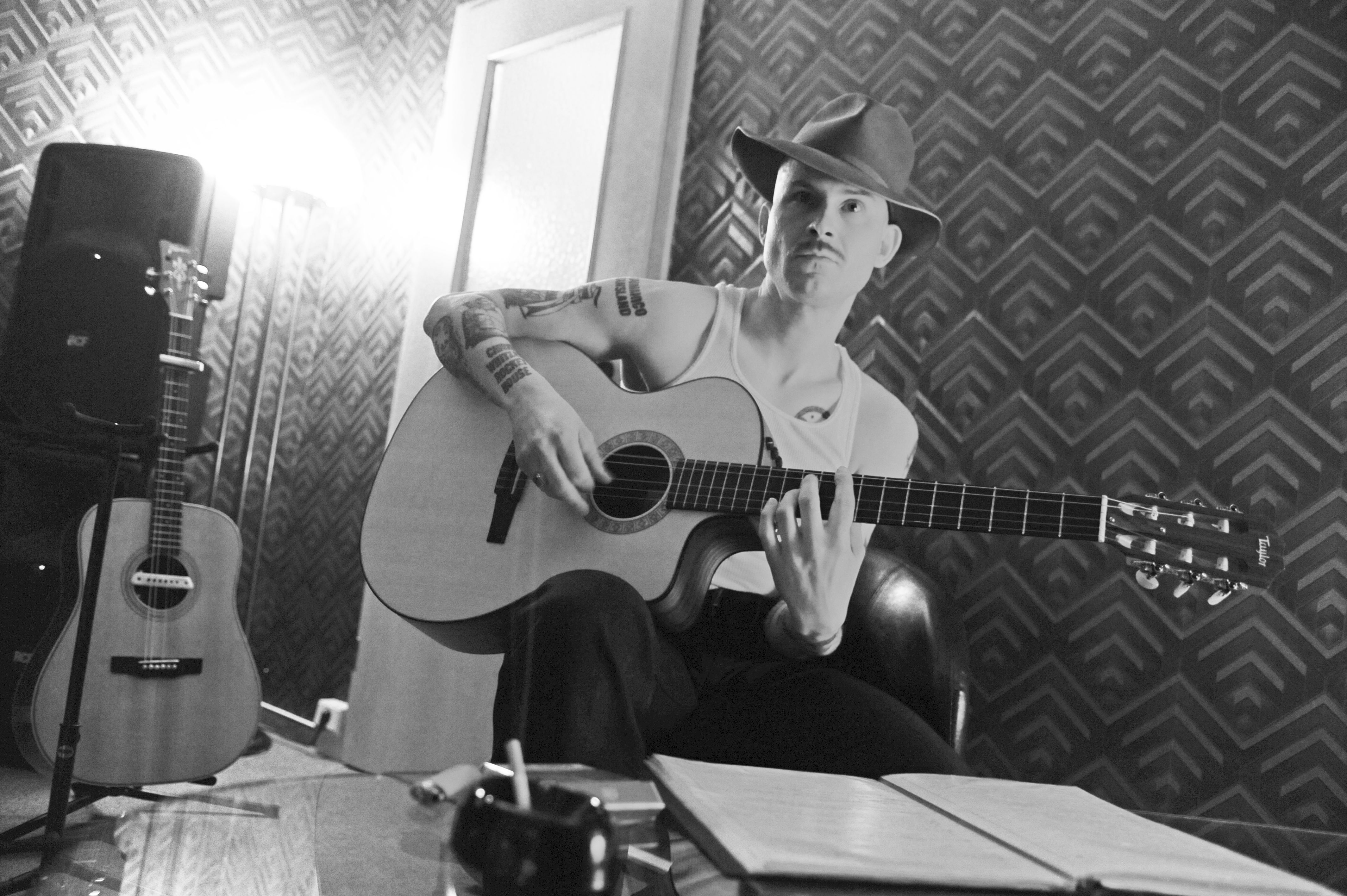
Heiko Schramm

Heiko Schramm (* 8. Juni 1971 in Dresden) ist ein deutscher Musiker (E-Bass, Kontrabass, Gitarre, Gesang), Songschreiber und Essayist.

## Musikalisches Leben
1988 formierte sich die Band Freunde der italienischen Oper um den Sänger R.J.K.K. Hänsch, den Kaltfront-Gitarristen Jänz Dittschlag, den Schlagzeuger Tom Gross, dem Posaunisten Rainer A. Schmidt und Heiko Schramm am Bass.
Spätere Mitglieder waren der Keyboarder Roger Baptist (alias Rummelsnuff) und der Schlagzeuger Ralph Qno Kunze. 1989 engagierte Wolfgang Engel die Freunde der italienischen Oper für seine Faust-I-&-II-Inszenierung am Staatsschauspiel Dresden. 1991 genehmigte der amtierende Intendant des Staatsschauspiel Dresdens, Dieter Görne, das Vorhaben der FDIO eine eigene einmalige Revue im Staatsschauspielhaus aufzuführen. Somit waren die FDIO die erste Rockband in der Geschichte des Hauses. Schramm wirkte bei den Alben Um Thron Und Liebe und Edle Einfalt Stille Größe mit. Er verließ die Band 1992, ging jedoch im November 2005 mit der Originalbesetzung von 1989 bis 1992 und dem Opernsänger René Pape ins Studio, um einen Song für eine ARTE-Dokumentation über Pape einzuspielen.
Aus der kurzen Zusammenarbeit (1989) mit der Band Cosmic Comic Connection Cowboys, bei der Schramm als einer von zwei Bassisten agierte, entstand eine bis heute andauernde kreative wie freundschaftliche Verbindung mit dem Bassisten, Produzenten und Studiobetreiber Edgar M. Roethig (Helicopter Tonstudio Dresden). 1990 lernte er den Sänger und Gitarristen Jens Berger kennen und gründete mit ihm und dem Schlagzeuger Thomas Wolf die Band Need A New Drug. Es entstanden die Alben Greedy Moon (1990) und Santa Cruz (1992, unter der Produktion von Jorge Cousineau). Die Arbeit mit Berger war prägend für seinen kräftigen wie melodiösen “Gitarren”-Basssound, der sich aus gleichberechtigter Zusammenarbeit an den Arrangements ergab, wie auch durch die reduzierte Form eines Trios, die bei komplexeren Kompositionen den Bass zum Transmitter zwischen dem Rhythmusgerüst auf der einen, und zur zweiten Melodieoption auf der anderen Seite macht.
1993 ging Schramm nach Berlin und gründete mit Stephan Hachtmann und Ulrik Spiess von der Berliner Band Stan Red Fox (Lars Rudolph) das Trio X.I.D., mit dem Schramm die Alben X.I.D (1994) und Stralsund (1995) aufnahm. 1996 Rückkehr nach Dresden und erneute Zusammenarbeit mit Jens Berger unter dem Namen Gaffa. Am Schlagzeug zunächst Gero Dumrath, ab 1997 mit Peter Krutsch, später mit Jörg A. Schneider. Es entstanden die Alben Wilful Things (2000, Produktion Edgar M. Roethig) und Amusement Park (2004). Inspiriert war die Band von Bluesmusikern auf Fat Possum Records und z. B. Bukka White, Skip James, Jesse Fuller – geprägt jedoch von der Tristesse ihrer ostdeutschen Vorstadtherkunft. Schramm spielte bis 2004 bei Gaffa.
Parallel dazu begann 1999 die Zusammenarbeit mit Rüdiger Pässler, Matthias Macht und Matthias Petzold unter dem Namen Thermoking. Im Jahr 2000 entstand das Album Fuego unter der Produktion von Jorge Cousineau und Matthias Petzold, und der Aufnahmeleitung von Edgar M. Roethig. Nach dem Weggang von Pässler und der Umbenennung in Goldoni entstand 2001 das gleichnamige Album unter demselben Produzententeam. Im Jahr 2000 gab es das Angebot durch Paul Simang, den Film Matrix mit einem DJ Team neu zu vertonen und im Dresdner Kulturzentrum Scheune live aufzuführen. Für diese eigentlich auf drei, vier Shows beschränkte Aktion riefen Matthias Macht, Matthias Petzold, der DJ Studio 17 und Schramm die Band Tijuana Mon Amour Broadcasting Inc. (TMABI) ins Leben. Die Aufführungen wurden ein Erfolg und die Band existierte weit darüber hinaus, bis 2009.
Im Jahr 2001 lernte Schramm den amerikanischen Sänger und Dobro-Gitarristen Chris Whitley kennen. Dieser lud ihn ein, die US-Tour für das bereits aufgenommene Album Rocket House am Bass zu übernehmen. An den Aufnahmen zu Rocket House wirkten u. a. mit: Stephen Barber, Dave Matthews, Bruce Hornsby und Whitley’s Tochter Trixie. Zur Tourbesetzung gehörten u. a. Tony Mangurian am Schlagzeug (der Rocket House auch produzierte), der New Yorker DJ Logic und der Keyboarder Etienne Lytle. Whitley und Schramm nahmen dann 2002 zusammen mit Matthias Macht das Akustikalbum Hotel Vast Horizon auf. Es wurde von Edgar M. Roethig und Schramm in Dresden produziert, und stellt den Höhepunkt in Schramms Arbeit als Bassist dar. Der Song “Breaking Your Fall” von diesem Album gewann im Frühjahr 2004 den “Independent Music Award” in der Kategorie “Best Folk/Singer-Songwriter Song”. Eine umfangreiche US-Tour führte die Band in 44 Konzerten quer durch die Vereinigten Staaten. Ebenso wurde das Album in Belgien und Frankreich betourt.
Während der Aufnahmen zum Soundtrack des Films Pigs Will Fly (Regie: Eoin Moore, 2003) arbeitete Schramm mit Whitley und Macht unter der Produktion von Warner Poland und Kai-Uwe Kohlschmidt. 2004 erfolgten in gleicher Besetzung die Aufnahmen zu Soft Dangerous Shores in Kingston, New York unter der Produktion von Malcolm Burn. 2005 spielte Schramm als Mitglied von Chris Whitley & the Bastard Club in Catskill, New York das Album Reiter In unter der Produktion von Kenny Siegal ein. Die Aufnahmeleitung hatte Richard Holbrook. An diesem, letzten Album von Chris Whitley wirkten weiterhin mit: Brian Geltner, Tim Beattie, Kenny Siegal, Sean Balin, Gwen Snyder und Susann Bürger.
Im Jahr 2008 tourten Schramm und Macht mit dem Singer/Songwriter Paul Sprawl aus Santa Cruz, Kalifornien quer durch den südlichen Westen der USA. Es entstand das Album Great American Opera, im Studio Sutton Sound in Atascadero, Kalifornien.
Seit 2009 arbeitet Schramm an eigenen Songs, die er unter dem Namen Blenderman meist solo und mit verschiedenen Musikern wie Matthias Macht, Studio 17 und Fran Dango spielt. Die in dieser Zeit entstandenen Alben werden seit 2014 als Reihe mit dem Titel The 9th-Floor Tapes | 1-6 veröffentlicht. Erschienen sind bisher To Walk Down Memory Lane" (2014), und To All The Locos" (2014), und im März 2016 God of Bitumen, welches erstmals die gemeinsame Handschrift von Schramm und Fran Dango im Bereich Text und Musik trägt. Darauf folgten im Juni 2016 die EP Blenderman at Daft Audio und The Ralph Anfang 2017. Neben Matthias Macht wirkten auch weitere Musiker, wie z. B. Ralph Qno Kunze an den Aufnahmen mit. Im Februar 2018 erschien die EP The Thousand-Yard Stare, an der eine Reihe oben genannte Musiker wieder mitgewirkt haben.

## Bands
- 1988–1992 Freunde der italienischen Oper
- 1990–1996 Need A New Drug
- 1993–1995 X.I.D.
- 1996–2004 Gaffa
- 1997–2000 Thermoking
- 2000–2001 Goldoni
- 2001–2005 Chris Whitley
- 2001–2008 Tijuana Mon Amour Broadcasting Inc.
- 2008–2009 Paul Sprawl / Worn Out West

## Diskografie

### Freunde der italienischen Oper
- 1990: Mutmaßliche Terroristen in Haft... / Gott schütze den Innenminister (Tape)
- 1990: Live in Munich (Tape)
- 1991: Il Grande Silenzio (Tape)
- 1991: Live im Schauspielhaus Dresden (Tape)
- 1991: Live in Dresden (Tape)
- 1991: Um Thron und Liebe (LP)
- 1996: Edle Einfalt Stille Größe (CD, Strandard63)
- 1997: Um Thron und Liebe (CD, Strandard63 / What’s So Funny About)
- 1997: Rare, seltene und rätselhafte Aufnahmen mit Um Thron und Liebe / Edle Einfalt Stille Größe (CD-Box. Strandard63 / What’s So Funny About)

### Need a New Drug
- 1990: Greedy Moon (LP, Par Excellence)
- 1992: Santa Cruz (LP/CD, Berry Berry)

### X.I.D.
- 1993: XID (CD, Rough Trade)
- 1994: Stralsund (CD, Rough Trade)

### Gaffa
- 2000: Wilful Things (LP/CD, Doxa Records)
- 2004: Amusement Park (LP/CD, Doxa Records)

### Thermoking
- 1999: Fuego (CD, Väter & Söhne)

### Goldoni
- 2001: Goldoni (CD, Goo International)

### Chris Whitley
- 2003: Pigs Will Fly (CD, ulfTone Records)
- 2003: Hotel Vast Horizon (CD, Messenger Records / Fargo Records)
- 2004: Soft Dangerous Shores (CD, Messenger Records / Fargo Records)
- 2005: Reiter In (LP/CD, Down Town Records / Red Parlour Records)

### Tijuana Mon Amour Broadcasting Inc.
- 2001: Tijuana Mon Amour Broadcasting Inc. (LP/CD, Tijuana Music / Hobby de Luxe)
- 2003: Songs (CD, Tijuana Music / Hobby de Luxe)
- 2004: Day After, the Day Before (CD, Doxa Records / Remixes)
- 2006: The Jubilee of the Snowqueen (LP/CD, BURO / City Center Offices)

### Paul Sprawl / Worn Out West
- 2009: Great American Opera (CD)

### Blenderman / HESH
- 2014: To Walk Down Memory Lane (Download)
- 2014: To All The Locos (Download)
- 2016: God of Bitumen (Download)
- 2016: Blenderman at Daft Audio (Download)
- 2017: The Ralph (Download)
- 2018: The Thousand-Yard Stare (Download)

## FDIO im TV
- ARTE: Der Bass René Pape – Mein Herz brennt, Regie: Sibylle Muth